# Mileto (cretense)

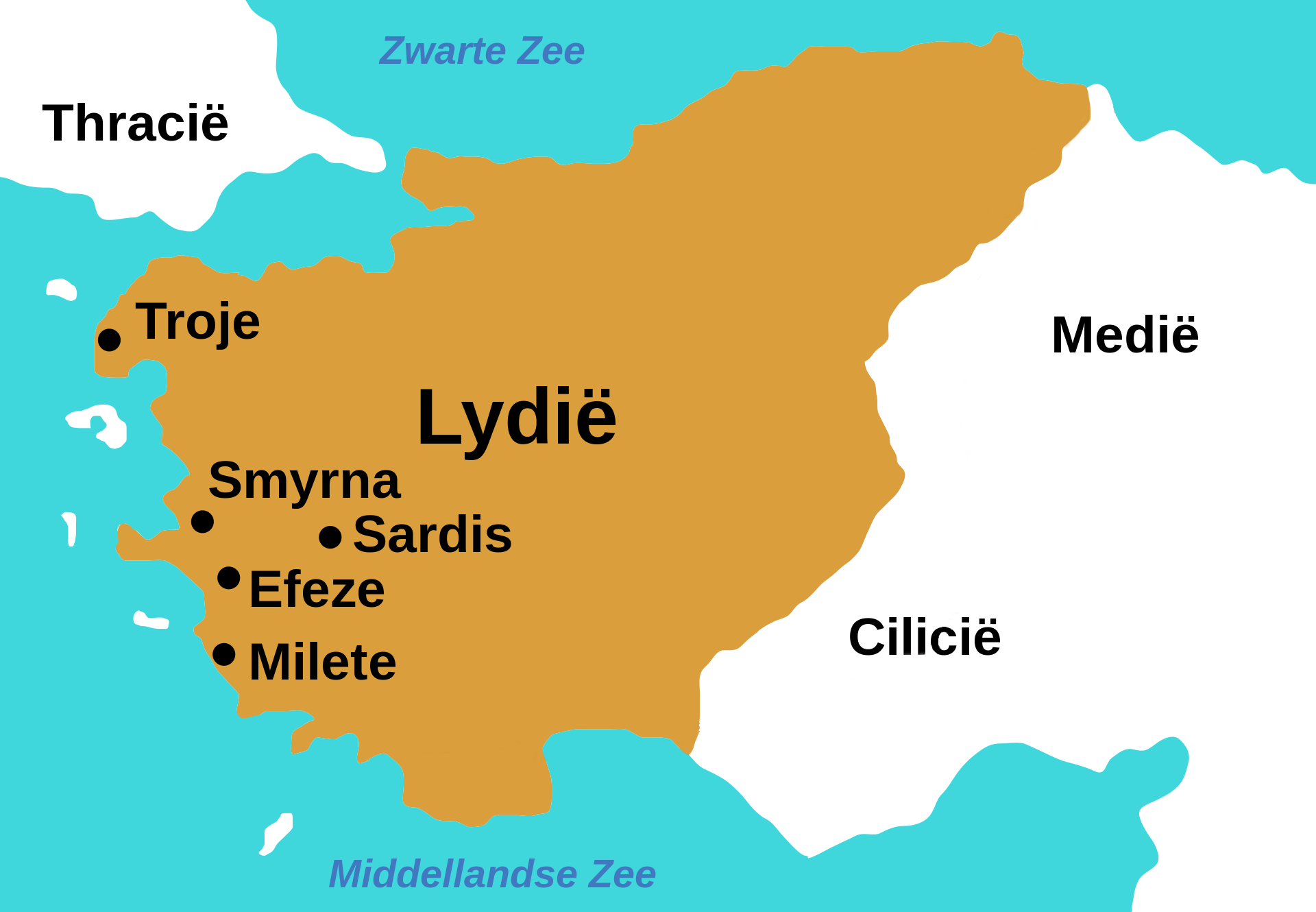
Localização da antiga colônia grega de Mileto. Atualmente a região faz parte da Turquia, e as ruinas da antiga cidade ainda podem ser visitadas.

Mileto, na mitologia grega, era um cretense, fundador de Mileto e filho de Apolo e Aria, filha de Cleochus, ou (segundo Ovídio), Apolo e Deione.
Minos, Radamanto, e Sarpedão, filhos de Zeus e Europa, filha de Agenor, mas adotados por Astério, rei de Creta, estavam apaixonados por Mileto, quando este ainda era um rapaz. Ele dava preferência a Sarpedão, e Minos guerreou e derrotou Sarpedão, que fugiu com com vários outros cretenses, inclusive Mileto. Mileto chegou à Cária, onde fundou a cidade de Mileto depois de matar o governante do país, o gigante Asterio, que tinha dez côvados de altura. Sarpedão se aliou a Cílix, filho de Agenor e rei da Cilícia, que estava em guerra com os lícios e ganhou, como prêmio da aliança, o Reino da Lícia.